# Maître des requêtes

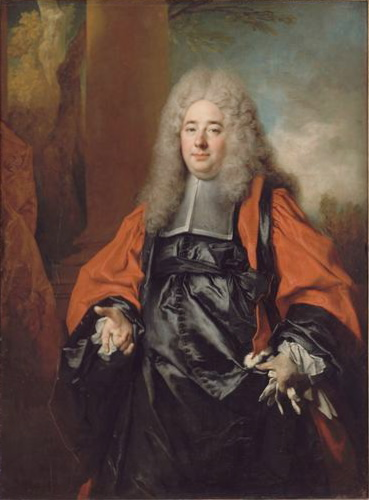
Louis-Urbain Le Peletier, Maîtres des requêtes, Nicolas de Largillière (1656–1746)
Schloss Versailles

Maîtres des requêtes (franz.) oder Requetenmeister waren im französischen Staatsrat neben den eigentlichen Mitgliedern (Ministern und Staatsräten) vortragende Räte.
Die Maîtres des requêtes, nach dem Gesetz vom 24. Mai 1872 waren es 24, wurden vom Präsidenten der französischen Republik ernannt; sie mussten mindestens 27 Jahre alt sein. Sie bearbeiteten im Conseil d’État weniger wichtige Eingänge und hatten, soweit sie Referenten waren, entscheidende, sonst aber, wie die dem Conseil zugeteilten Auditoren, nur beratende Stimme. In Verwaltungsstreitsachen und bei Kompetenzkonflikten vertrat ein solcher Beamter als Anwalt des Staates den Standpunkt der Regierung.
Die Einrichtung der Maîtres des requêtes kam seit dem Mittelalter in der französischen Verwaltung in vielfacher Anwendung vor. Bei den Parlamenten (den obersten Gerichtshöfen) gab es besondere Requetenkammern, welche über die ihnen zugewiesenen Gesuche entschieden. Maîtres des requêtes hießen früher die Räte zweiter Klasse, welche in der Ministerialinstanz über Bittschriften und Gesuche zu referieren hatten.
Dieser Artikel basiert auf einem gemeinfreien Text aus Meyers Konversations-Lexikon, 4. Auflage von 1888 bis 1890.